# Ruppia
Famille
Genre
Classification APG III (2009)
Ruppia est un genre de plantes monocotylédones. C'est le seul genre de la famille des Ruppiaceae. Il comprend  quelques espèces de plantes herbacées aquatiques, généralement pérennes, submergées ou à feuilles flottantes des régions froides à tropicales.

## Étymologie
Le nom générique Ruppia est dédié au botaniste allemand Heinrich Bernhard Rupp (1688-1719).

## Liste d'espèces
Selon ITIS (11 avril 2021) :
- Ruppia cirrhosa (Petagna) Grande
- Ruppia didyma Sw. ex Wikstr.
- Ruppia maritima L.

Selon Catalogue of Life (11 avril 2021) :
- Ruppia bicarpa Yu Ito & Muasya
- Ruppia brevipedunculata Shuo Yu & Hartog
- Ruppia cirrhosa (Petagna) Grande
- Ruppia didyma Sw. ex Wikstr
- Ruppia filifolia (Phil.) Skottsb.
- Ruppia maritima L.
- Ruppia megacarpa R.Mason
- Ruppia polycarpa R.Mason
- Ruppia sinensis Shuo Yu & Hartog
- Ruppia tuberosa J.S.Davis & Toml.

Selon World Register of Marine Species (15 avr. 2010) (uniquement espèces marines):
- Ruppia cirrhosa (Petag.) Grande
- Ruppia maritima L.

Selon World Checklist of Selected Plant Families (WCSP) (15 avr. 2010) :
- Ruppia cirrhosa  (Petagna) Grande (1918)
- Ruppia didyma  Sw. ex Wikstr. (1825)
- Ruppia filifolia  (Phil.) Skottsb., Kongl. Svenska Vetensk. Acad. Handl., n.s. (1916)
- Ruppia maritima  L. (1753)
- Ruppia megacarpa  R.Mason (1967)
- Ruppia polycarpa  R.Mason (1967)
- Ruppia tuberosa  J.S.Davis & Toml. (1974)

Selon NCBI (11 avril 2021) :
- Ruppia bicarpa
- Ruppia brevipedunculata
- Ruppia cirrhosa
- Ruppia didyma
- Ruppia drepanensis
- Ruppia maritima
- Ruppia megacarpa
- Ruppia mexicana
- Ruppia occidentalis
- Ruppia polycarpa
- Ruppia sinensis
- Ruppia tuberosa

## Distribution
Bien que majoritairement inféodées aux eaux douces, certains auteurs considèrent certaines espèces de Ruppia comme de véritables « herbes marines ».
En particulier, deux espèces sont considérées comme telles :
- Ruppia cirrhosa[7]
- Ruppia tuberosa [8]

Plus généralement, les différentes espèces de Ruppia se répartissent comme suit :
| Espèce       | Localisation                                     |
| ------------ | ------------------------------------------------ |
| R. cirrhosa  | Ubiquiste y compris en eaux salées.              |
| R. didyma    | Mexique. Porto Rico.                             |
| R. filifolia | du Pérou à l'Argentine, îles Malouines.          |
| R. maritima  | Ubiquiste sur les rivages des lacs et des mers   |
| R. megacarpa | Sud et Sud-Est de l'Australie, Nouvelle-Zélande. |
| R. polycarpa | Sud et Sud-Est de l'Australie, Nouvelle-Zélande. |
| R. tuberosa  | Ouest et Sud de l'Australie.                     |

#### Ruppiaceae
- (en) Flora of North America :  Ruppiaceae
- (en) Madagascar Catalogue :  Ruppiaceae
- (en) Flora of Pakistan :  Ruppiaceae
- (en) World Checklist of Selected Plant Families (WCSP) : Ruppiaceae
- (en) Angiosperm Phylogeny Website : Ruppiaceae
- (en) DELTA Angio : Ruppiaceae  Horan. 
  - Voir aussi Potamogetonaceae
- (en) Paleobiology Database : Ruppiaceae  Horaninow
- (fr + en) ITIS : Ruppiaceae
- (en) NCBI : Ruppiaceae (taxons inclus)
- (en) GRIN : famille Ruppiaceae  Horan.  (+liste des genres contenant des synonymes)
- (en) Catalogue of Life : Ruppiaceae (consulté le 17 avril 2021)
- (en) WoRMS : Ruppiaceae (+ liste espèces)

#### Ruppia
- (en) Flora of North America :  Ruppia
- (en) Flora of Pakistan :  Ruppia
- (en) Flora of Missouri :  Ruppia
- (en) World Checklist of Selected Plant Families (WCSP) : Ruppia L. (1753)
- (fr) Tela Botanica (France métro) : Ruppia
- (fr + en) ITIS : Ruppia  L.
- (en) NCBI : Ruppia (taxons inclus)
- (en) GRIN : genre Ruppia  L.  (+liste d'espèces contenant des synonymes)
- (en) Catalogue of Life : Ruppia L. (consulté le 27 mars 2023)
- (en) AlgaeBase : genre Ruppia Linnaeus 1753
- (en) WoRMS : Ruppia (+ liste espèces)